# Małaja Dora
Małaja Dora (ros. Малая Дора) – wieś (dieriewnia) w Rosji, w rejonie czerepowieckim obwodu wołogodzkiego. W 2010 liczyła 9 mieszkańców.